# Polistes carolina
Polistes carolina è una vespa sociale appartenente alla sottofamiglia Polistinae ed alla famiglia Vespidae. È una delle due specie di vespe della carta rosse abitanti negli Stati Uniti orientali, distinguibile per i più sottili solchi sul propodeo.

## Tassonomia e filogenesi
La prima descrizione di questa vespa appare nel primo volume della dodicesima edizione di Systema Naturae di Linneo, pubblicata nel 1767. Qui venne usata per la prima volta la nomenclatura Vespa carolina. Henri Louis Frédéric de Saussure la spostò nel 1855 nel nuovo genere Polistes, coniato nel 1802 da Pierre Andre Latreille. La specie è quindi posizionata nella famiglia Vespidae, che include molte vespe eusociali e solitarie. È inoltre collocata nella sottofamiglia Polistinae (cui appartengono le vespe della carta), la seconda più grande nell'ambito dei vespidi. Questa sottofamiglia comprende due gruppi suddivisi per comportamento: uno dove il nido è fondato da diversi esemplari e ci sono molte operaie presenti nella colonia; il secondo, invece, comprende vespe che fondano il nido in maniera indipendente, coadiuvate nel crescere la prole da poche operaie (tra le quali rientra P. carolina). È stato inoltre scoperto che P. carolina è strettamente imparentata con P. metricus. Studi filogenetici hanno mostrato che entrambe le specie hanno un antenato in comune con P. aurifer e P. fuscatus.

## Descrizione e caratteristiche

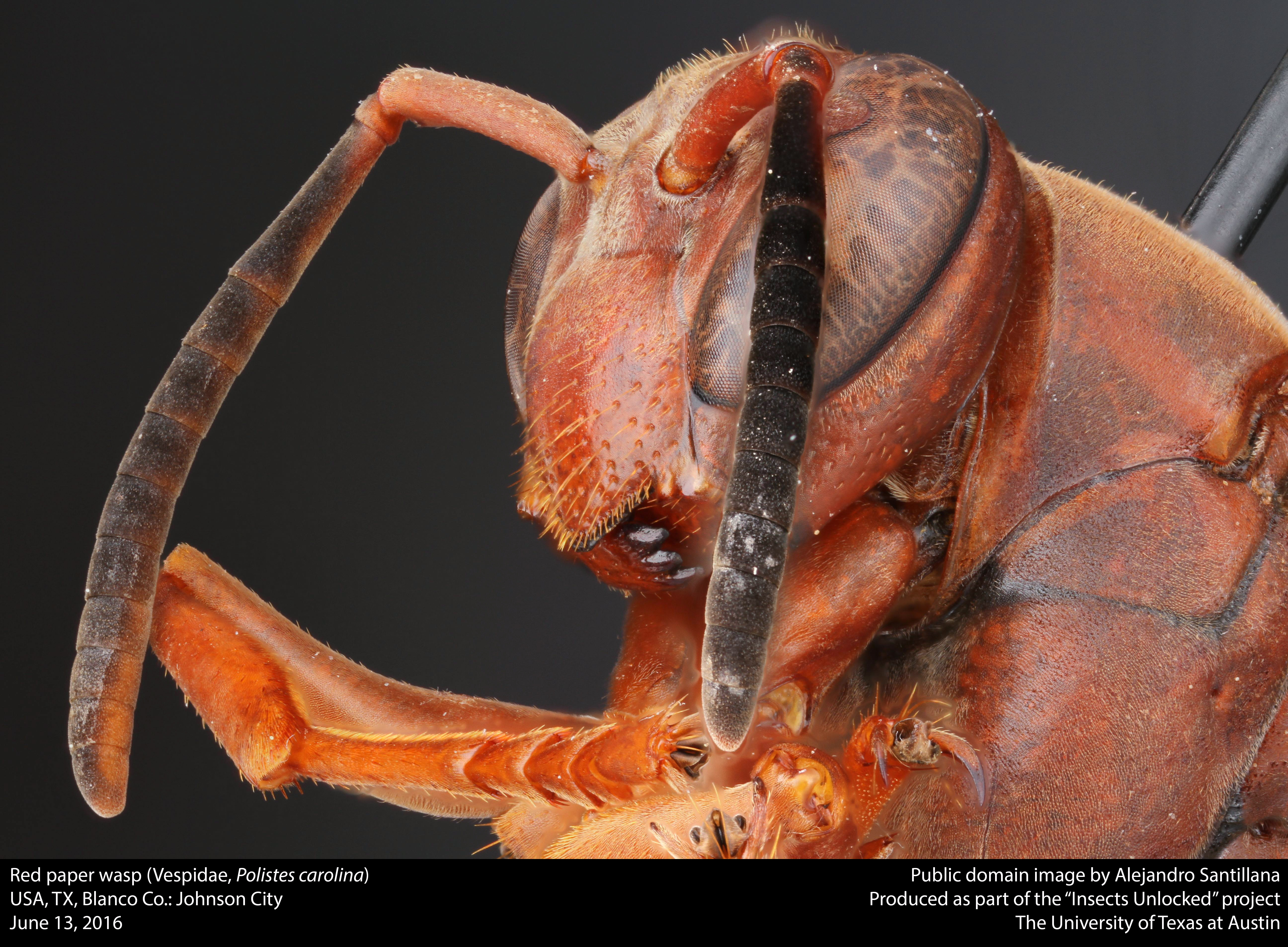
Primo piano del capo di P. carolina

Entrambi i sessi sono lunghi circa 25-32 mm, con le ali nere di 15-25 mm. P. carolina è spesso confusa con P. rubiginosus a causa della colorazione rossastra-marroncina molto simile. È tuttavia il propodeo a consentire di identificarle insieme allo spazio malare (quello che intercorre tra la parte inferiore dell'occhio e la bocca).

### Dimorfismo sessuale
Le femmine solitamente sono completamente color ruggine con qualche macchiolina nera intorno agli occhi, linee sul dorso, bande ravvicinate sugli scuta o una linea incompleta sui propodea. Sono riscontrabili anche strisce sullo sterno o sulle terga. Molto raramente si possono osservare anche puntini gialli su mandibole, clipeo, terga, tibie o tarso. Le femmine hanno inoltre una faccia dalla forma più triangolare ed antenne più piccole. I maschi possiedono molto più spesso marcati segni neri sugli sterni o su parte del femore. Le loro antenne risultano essere più lunghe ed uncinate rispetto alle femmine e le loro facce più quadrate.

### Nido
Come la maggior parte delle vespe della carta, P. carolina costruisce il proprio nido masticando fibre delle piante o del legno ed impastandole con la saliva, in modo da creare un materiale simile alla carta. Una volta asciutti, i nidi assumono la forma di un ombrello rivolto verso il basso o di una cupola , con celle simili a quelle delle api, aperte verso il suolo. P. carolina preferisce nidificare in spazi riparati, come le cavità di alcuni alberi o la vegetazione, ma all'occorrenza possono costruire i nidi in strutture artificiali, come per esempio sotto ponti, tetti, dentro camini o gronde.

## Distribuzione e habitat
P. carolina è ampiamente diffusa negli Stati Uniti orientali (così come Polistes rubiginosus), con un areale che va dal Nebraska al Texas e che comprende la costa atlantica, da New York fino alla Florida. Ciò nonostante, è stata introdotta nelle Bermuda ed in Canada, nell'Ontario. Preferisce zone protette come le foreste o le cavità degli alberi ma può essere osservata anche nelle città.

## Ciclo delle colonie
Il ciclo delle colonie comprende quattro fasi distinte, che molto spesso si sovrappongono: la fondazione, la fase operaia, la fase riproduttiva e la fase intermedia.

### La fondazione
Si ha in primavera e comprende giovani femmine in grado di riprodursi (le fondatrici), le quali costruiscono nuovi nidi, da sole o in compagnia di altre. Studi sul campo hanno osservato che in questo periodo molte fondatrici si muovono di colonia in colonia, spesso stabilendosi altrove o ritornando al luogo di partenza. Durante queste visite inoltre le vespe sono state osservate mentre deponevano uova in altri nidi: i nidi sono spesso iniziati da una sola fondatrice che viene dopo aiutata dalle sorelle che, durante questa fase, assumono un ruolo di secondo piano.

### La fase operaia
Durante la fase operaia, non sono presenti molti maschi per quanto riguarda P. carolina, cosa insolita per le altre specie della stessa famiglia. Appena le operaie emergono dal nido assumono ruoli come la manutenzione della struttura, la cura delle larve e la ricerca di cibo.

### La fase riproduttiva
La sua durata è compresa tra la nascita di esemplari fertili e la loro partenza, la colonia originale comincia a subire un periodo di declino e gli esemplari fertili si disperdono per formare il proprio nido. Durante questa fase, ogni fondatrice si accoppia con un maschio e depone le proprie uova, la maggioranza delle quali saranno della regina.

### La fase intermedia
La colonia originale, abitata ormai solo dai maschi, muore a poco a poco, in quanto le nuove fondatrici si disperdono per creare il loro nido.

## Comportamento

### Gerarchia
Gruppi di fondatrici sono legati da un rapporto di dominanza e subordinazione, grazie al quale l'esemplare dominante (non necessariamente quello di dimensioni maggiori) ottiene il maggior successo riproduttivo. Molto spesso si tratta della prima femmina ad arrivare; alcuni studi hanno determinato anche che a volte si tratta di quella con le ovaie più sviluppate. Infatti, tale ruolo è spesso detenuto dalle prime femmine a destarsi dall'ibernazione: avrebbero ormoni molto sviluppati che garantirebbero loro il controllo sulle altre ed ovaie più grandi. Ciò potrebbe anche prevenire eventuali combattimenti tra pari, prevenendo quindi i rischi di ferite.

### Adozione di un nido
Durante la fondazione di un nido, molte regine lasciano i loro nidi per unirsi ad altri. Quando lo fanno il loro grado gerarchico non aumenta e sovente hanno già deposto uova altrove; quindi, non sembrerebbe esserci un apparente vantaggio. Tuttavia, si ritiene che queste fondatrici in movimento aiutino a prendersi cura della prole, il che è stato dimostrato essere molto importante per la sopravvivenza di una colonia. Dove il loro numero è maggiore, la probabilità che quel nido prosperi è molto più alta di quella di un nido costruito da una regina solitaria.

### Soppressione della prole
La regina domina la riproduzione; partorisce il 60% della prole, mentre le altre femmine si occupano del rimanente 40%. Circa il 20% delle fondatrici non partecipa alla riproduzione. Una teoria afferma che, con lo scarseggiare delle risorse, la regina concede sempre meno la possibilità alle altre di riprodursi, sebbene si astenga dal mangiare le loro uova. Dimostra però un comportamento altruista dei confronti della prole delle altre fondatrici, difatti non sembra esprimere preferenze nei confronti delle larve: la radice di questo atteggiamento potrebbe essere riscontrabile nella mancanza di conflitto che caratterizza la specie.

### Accoppiamento

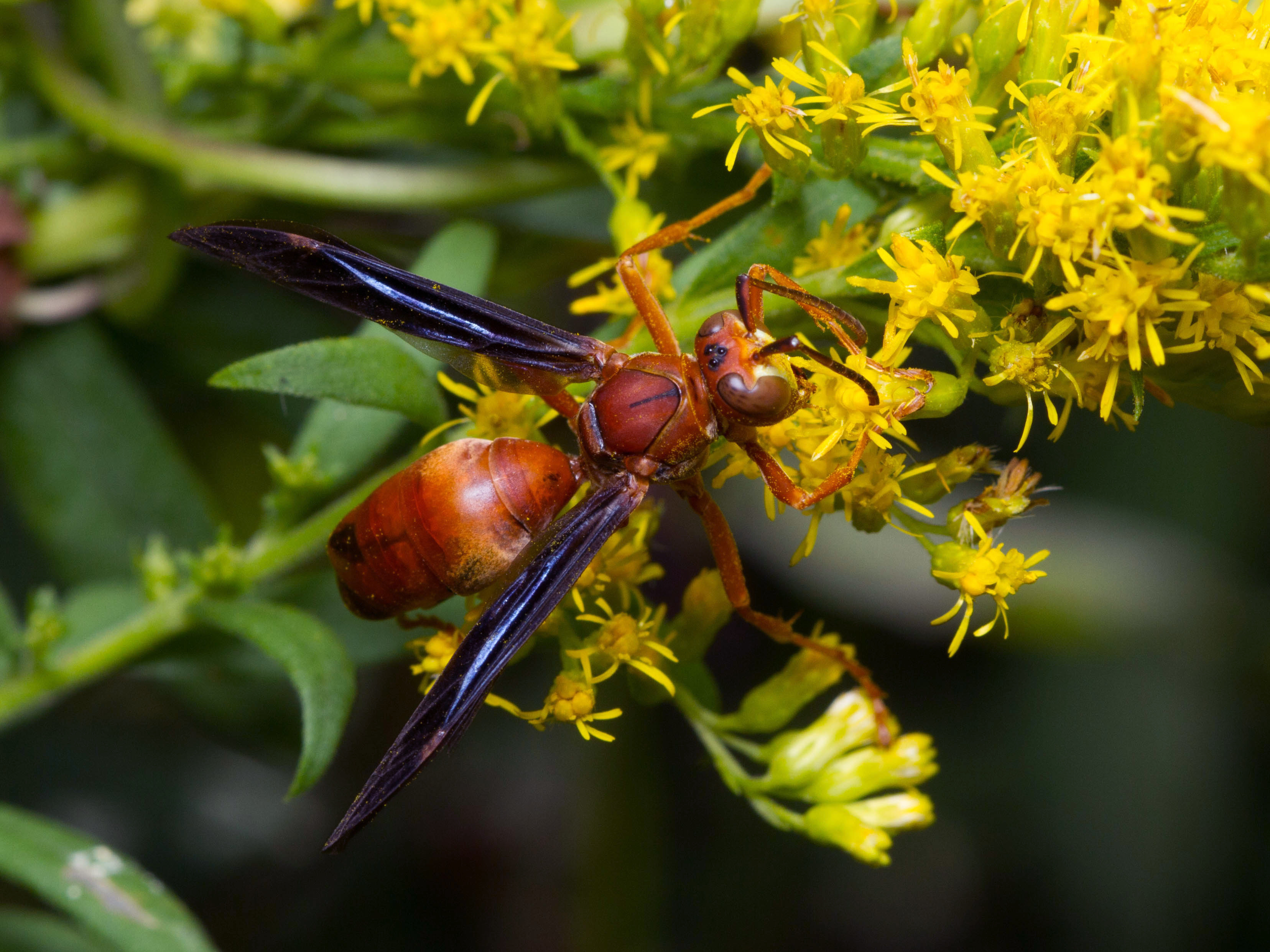
Un maschio di P. carolina su un fiore

Le femmine di P. carolina si accoppiano una sola volta. L'assenza di maschi nelle prime fasi della colonia rappresenta una caratteristica unica rispetto alle altre specie del genere Polistes. La loro mancanza suggerisce però che le operaie in questa specie non possono diventare a loro volta regine.

### Affinità genetica tra colonie
In P. Carolina, come in altre vespe eusociali, i maschi, al contrario delle femmine, sono aploidi e si sviluppano da uova non fertilizzate. Le figlie hanno in comune un allele del padre aploide e ricevono l'altro allele da uno dei due posseduti dalla madre, che è diploide. Quest'informazione consente l'individuazione di eventuali parentele tramite algoritmi e programmi per computer come Relatedness 4.2 e Kinship 1.1.2. I maschi invece non sono né imparentati fra di loro né con le femmine con cui si accoppiano.

## Alimentazione
P. carolina si nutre spesso di bruchi o nettare; sono stati osservati anche alcuni esemplari che predavano larve di Chrysomelidae e cicale. Per nutrire le larve le femmine introducono il capo nella cella di contenimento e porgono parti di una preda o trasferiscono il nettare alla prole.

## Relazione con l'uomo
Dal momento che la specie nidifica in posti riparati, i nidi possono essere trovati in prossimità di spazi abitati dall'uomo. P. carolina, come del resto altre vespe della carta, è poco aggressiva ed attacca solo se si sente minacciata o deve proteggere il nido. Solo le femmine possono pungere e, poiché il loro pungiglione non è seghettato, possono farlo quante volte vogliono.

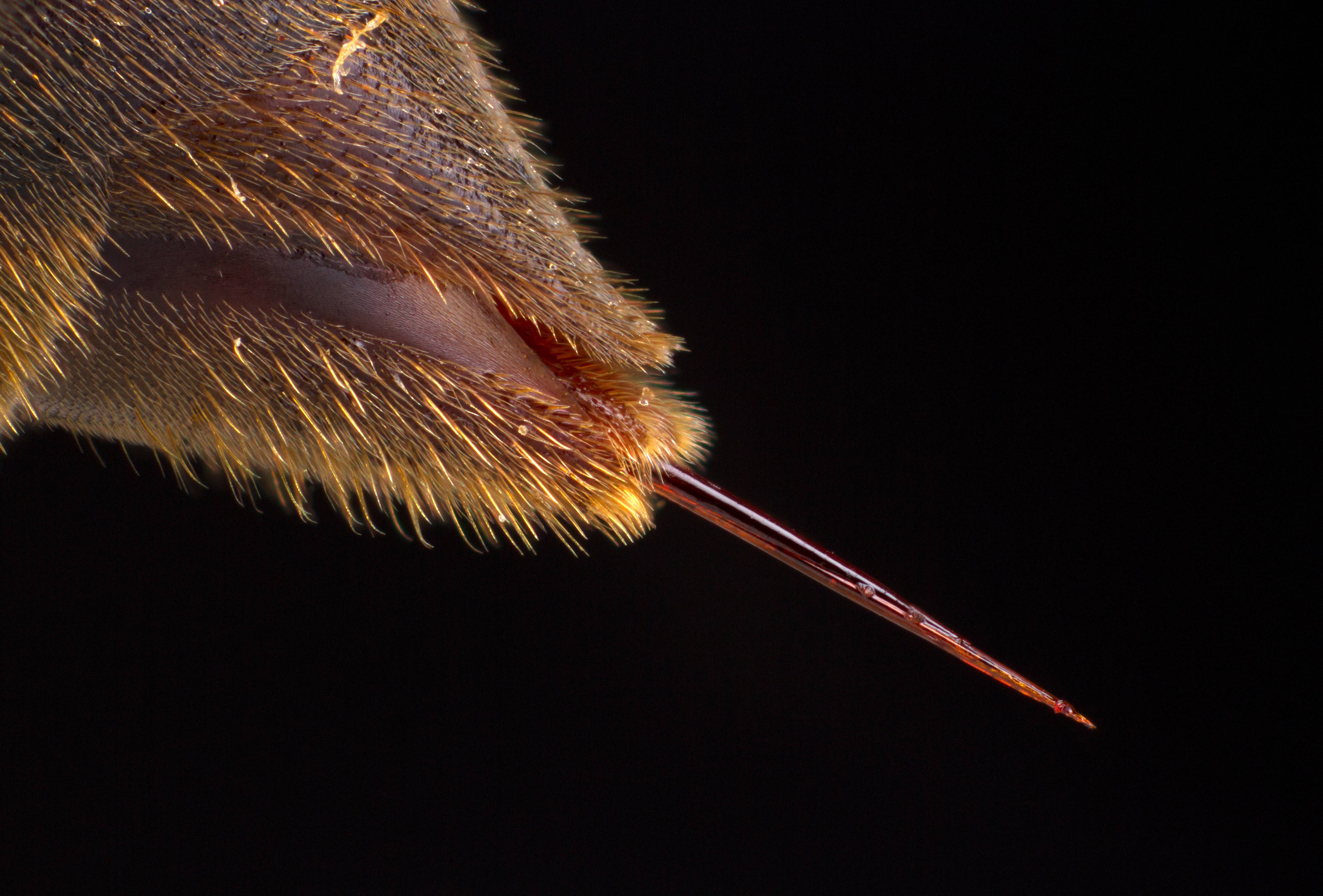
Primo piano del pungiglione